# Лютер, Роберт Андреевич
Ро́берт Андре́евич Лю́тер (нем. Robert Justus Karl Martin Luther, 1889—1976) — русский и советский электротехник, шеф-электрик завода «Электросила», лауреат Сталинской премии первой степени.

## Биография
Родился 22 сентября 1889 года в Москве в купеческой семье балтийских немцев — выходцев из Ревеля, дальних родственников Мартина Лютера.
С 1902 жил в Санкт-Петербурге. В 1906 году окончил Санкт-Петербургское первое реальное училище, в 1911 — Петербургский электротехнический институт с золотой медалью. Его дипломный проект «Электрификация Сурамского перевала Кавказской железной дороги по системе трёхфазного тока» позже был использован комиссией ГОЭЛРО при электрификации Кавказа. Учился в Петербургской консерватории.
Работал в Петроградском правлении Русских электротехнических заводов «Сименс-Шуккерт». С 1918 года преподавал в ЛЭТИ имени В. И. Ульянова (Ленина).
Участвовал в составлении схемы электрификации железных дорог по плану ГОЭЛРО, проектировал гидрогенераторы для Волховстроя и турбогенераторы мощностью 500—3000 кВт (крупнейшие на то время в Европе).
С 1923 работал на Ленинградском заводе «Электросила». При его непосредственном руководстве и участии были созданы гидрогенераторы для гидростанций Севера, Кавказа, Средней Азии, ДнепроГЭСа, Волжских ГЭС, Братской и Красноярской ГЭС. Под его руководством были спроектированы первые советские турбогенераторы. Одновременно с работой на заводе преподавал электротехнику в ВМА. В 1942 году присвоена ученая степень доктора технических наук honoris causa (без защиты диссертации).
В начале Великой Отечественной войны эвакуировался вместе с заводом в посёлок Баранчинский Свердловской области.
В послевоенные годы при участии Р. А. Лютера были созданы серии турбогенераторов единичной мощностью от 100 до 1200 МВт.
Автор книг и учебных пособий. Как математик, интересовался поисками решения теоремы Ферма. Также известен как пианист.
Являлся бессменным членом организованной по его инициативе секции электрических машин Центрального правления Научно-технического общества энергетики и электротехнической промышленности. Более 30 лет был научным редактором сборника «Электросила».
По отзывам знавших его людей, отличался исключительной добротой, скромностью и бескорыстием.
Скончался 10 декабря 1976 года. Похоронен в Ленинграде на Богословском кладбище.

## Награды и премии
- 2 ордена Трудового Красного знамени
- Сталинская премия первой степени (1948) — за создание крупных электрических машин постоянного тока
- Государственная премия СССР (1967) — за разработку гидрогенераторов для Братской ГЭС.
- Заслуженный деятель науки и техники РСФСР (1954)